# 1641
Năm 1641 (số La Mã: MDCXLI) là một năm thường bắt đầu vào thứ Ba trong lịch Gregory (hoặc một năm thường bắt đầu vào thứ sáu của lịch Julius chậm hơn 10 ngày).

## Sinh
- 13 tháng 1 - Patrick Hume, 1 Earl của Marchmont, người Scotland (mất 1724)
- Ngày 18 tháng 1 - François-Michel le Tellier, Marquis de Louvois, bộ trưởng chiến tranh Pháp (mất 1691)
- 2 tháng 2 - Claude de la Colombière, linh mục Công giáo người Pháp (mất 1682)
- Tháng - Laurence Hyde, 1 Bá tước Rochester (mất 1711)
- Ngày 08 tháng 4 - Henry Sydney, 1 Earl của Romney, người Anh (mất 1704)
- 15 tháng 4 - Robert Sibbald, bác sĩ và khảo cổ học Scotland (mất 1722)
- Tháng - Juan Núñez de la Peña, sử gia Tây Ban Nha (mất 1721)
- 10 tháng 5 - Dudley North, nhà kinh tế Anh tế (mất 1691)
- 28 Tháng Năm - Janez Vajkard Valvasor, (mất 1693)
- 30 tháng 6 - Meinhardt Schomberg, Công tước thứ 3 xứ Schomberg, Ailen (mất 1719)
- 30 tháng 7 - Regnier de Graaf, bác sĩ Hà Lan và giải phẫu (mất 1673)
- Ngày 05 tháng 8 - John Hathorne, thẩm phán người Mỹ (mất 1717)
- Tháng chín - Nehemiah, lớn, nhà sinh vật học (mất 1712)
- 7 tháng 9 - Tokugawa Ietsuna, shogun Nhật Bản (mất 1680)
- 05 tháng 10 - Françoise-Athénaïs de Rochechouart de Mortemart, người tình của Louis XIV của Pháp (mất 1707)
- 23 tháng 11 - Anthonie Heinsius, Hà Lan (mất 1720)
- Ngày chưa biết'
  - Pierre Allix, mục sư Tin Lành người Pháp (mất 1717)
  - Diego Ladrón de Guevara, phó vương của Peru (mất 1718)
  - Dodo von Knyphausen, nhà quý tộc người Đức (mất 1698)
  - Empress Xiaohui, vợ của Hoàng đế Shunzhi của Trung Quốc (mất 1717)